# Resolució 1649 del Consell de Seguretat de les Nacions Unides
La Resolució 1649 del Consell de Seguretat de les Nacions Unides fou adoptada per unanimitat el 21 de desembre de 2005. Després de recordar totes les resolucions anteriors sobre la situació a la República Democràtica del Congo, incloses les resolucions 1533 (2004), 1565 (2004), 1592 (2005), 1596 (2005), 1621 (2005) i 1628 (2005), el Consell va ampliar i estendre les sancions contra el país fins al 31 de juliol de 2006 i va exigir que els combatents estrangers es desarmessin o afrontessin sancions.

## Resolució

### Observacions
En el preàmbul de la resolució, el Consell va començar reiterant la seva preocupació per la presència i hostilitats que impliquen grups armats a l'est de la República Democràtica del Congo. Va subratllar la importància de les eleccions per a l'estabilitat a llarg termini, la pau i la reconciliació nacional del país. Les violacions dels drets humans i el dret internacional humanitari per part de les milícies armades van ser criticades pel Consell, demanant que es presentessin a la justícia i va acollir amb beneplàcit les mesures adoptades contra ells per la Missió de les Nacions Unides a la República Democràtica del Congo (MONUC).
La resolució va demanar a tots els grups armats a la regió dels Grans Llacs d'Àfrica, incloses Forces Democràtiques per l'Alliberament de Rwanda (FDLR), Palipehutu i Exèrcit de Resistència del Senyor a deixar immediatament les armes i participar en programes de desmobilització.
El text reconeix les connexions entre l'explotació i el comerç il·lícit de recursos naturals i el tràfic d'armes com un dels factors que alimenten els conflictes a la regió dels Grans Llacs africans. Va instar a la República Democràtica del Congo, Burundi, Ruanda i Uganda a treballar millor per desarmar els grups armats il·legals.

### Actes
Actuant sota el Capítol VII de la Carta de les Nacions Unides, el Consell lamenta que els grups armats del Congo oriental encara estiguin armats i exigeix que es desarmin immediatament. Va decidir que les mesures de la Resolució 1596 (2005) relatives a l'embargament d'armes i les sancions financeres i de viatges s'aplicarien als líders polítics i militars dels grups armats estrangers que operen a la República Democràtica del Congo i els líders que reben suport de fora de la República Democràtica del Congo. Les mesures es revisaran el 31 de juliol de 2006.
La resolució va instar al govern transitori del Congo a protegir els civils i el personal humanitari, i va reafirmar que la MONUC tenia un fonament jurídic per desarmar la milícia i protegir els civils utilitzant "tots els mitjans necessaris". El secretari general de les Nacions Unides, Kofi Annan, va ser convidat a presentar un informe sobre el desarmament, repatriació i el reassentament dels ex combatents abans del 15 de març 2006.
El text va continuar demanant al govern de transició que emprengués reformes del sector de la seguretat, perquè els donants internacionals continuïn prestant assistència i que els països veïns ajudin a aplicar les sancions contra la República Democràtica del Congo, en particular les relacionades amb la transferència d'armes i lluitadors estrangers a través de les fronteres.